# 日本図書館情報学会
日本図書館情報学会（にほんとしょかんじょうほうがっかい）は、図書館情報学に関わる日本の学会である。
前身は1953年（昭和28年）に設立された日本図書館学会。1998年（平成10年）に名称を日本図書館情報学会に改めた。
図書館情報学の進歩発展に寄与することを目的とし、論文誌『日本図書館情報学会誌』（年4回刊行）、『日本図書館情報学会報』、『日本図書館情報学会メールマガジン』を刊行するほか、学会員の顕彰事業、研究助成事業、国際文献交流事業等を行う。毎年の行事として、研究大会（年1回）、春季研究集会（年1回）を開催する。
2017年3月時点の会員数は個人会員736名、機関会員42団体である。